# Rhynchospora saxisavannicola
Rhynchospora saxisavannicola är en halvgräsart som beskrevs av Mark T. Strong. Rhynchospora saxisavannicola ingår i släktet småag, och familjen halvgräs. Inga underarter finns listade i Catalogue of Life.